# Sepp Weiler
Pour les articles homonymes, voir Weiler.
Joseph « Sepp » Weiler, né le 22 janvier 1921 à Oberstdorf et mort le 24 mai 1997 à Kempten, est un sauteur à ski allemand.

## Biographie
Durant la Seconde Guerre mondiale, il perd la vision à l'œil gauche, mais continue sa carrière de sauteur. En 1948 et 1949, il est battu seulement fois dans des compétitions officielles.
En mars 1950, il bat le record du monde de saut à ski au tremplin Heini Klopfer, avec une distance de 127 mètres, améliorée le lendemain par lui même et deux autres sauteurs, dont Dan Netzell (135 mètres).
Il termine notamment huitième à l'épreuve du petit tremplin de saut à ski aux Jeux olympiques de 1952 à Oslo, pour son unique participation aux Jeux. En 1952, il reçoit également la Silbernes Lorbeerblatt.
En 1956, il également qualifié pour les Jeux olympiques, mais ne s'y rend part, endeuillé par la mort de sa mère.
Son petit fils Frank Löffler est aussi sauteur à ski.

## Palmarès

### Jeux olympiques
| Épreuve / Édition | Oslo 1952 |
| Individuel        | 8e        |